# 北海道道384号荻伏停車場線
北海道道384号荻伏停車場線（ほっかいどうどう384ごう おぎふしていしゃじょうせん）は、北海道浦河郡浦河町内を結ぶ一般道道（北海道道）である。

## 概要

### 路線データ
- 起点：北海道浦河郡浦河町荻伏町（JR北海道 日高本線 荻伏駅跡、北海道道348号野深荻伏停車場線交点）
- 終点：北海道浦河郡浦河町荻伏町（国道235号交点）
- 総延長：1.377 km
- 実延長：1.282 km
- 重用延長：0.095 km

### 道路管理者
- 胆振総合振興局 室蘭建設管理部 浦河出張所

## 歴史
- 1961年（昭和36年）3月31日 - 路線認定[1]。

## 地理

### 通過する自治体
- 日高振興局
  - 浦河郡浦河町

### 交差する道路
浦河町
- 北海道道348号野深荻伏停車場線 - 荻伏町（起点）
- 国道235号 - 荻伏町（終点）